# Projecte Blinkenlights
El projecte Blinkenlights va ser una instal·lació de llums a Haus des Lehrers (Casa del Mestre), un edifici situat a Alexanderplatz, a la ciutat de Berlín. Aquest projecte va consistir en la transformació de la façana de l'edifici en un monitor monocrom gegant de baixa resolució. És a dir, van utilitzar aquest edifici de vuit plantes que comptava amb finestres rectangulars per tal de crear una pantalla digital, ja que en il·luminar una finestra creava la sensació d'un píxel. D'aquesta manera, van poder reproduir imatges senzilles a una escala gegant. Un ordinador controlava cada una de les làmpades per produir un monocrom matrix de 18 cops 8 píxels.
La instal·lació fou creada pel Club de Computació Caos (Chaos Computer Club), la major associació de hackers d'Europa, i va entrar en funcionament per primer cop l'11 de setembre del 2001, com a celebració del vintè aniversari del club. A més de les diferents animacions que es mostraven, alguns dels usos més innovadors d'aquesta pantalla són que permetia crear una interacció amb la gent. A través del mòbil podies jugar al popular videojoc Pong o fins i tot posar les teves pròpies cartes d'amor a la façana.
Després de l'èxit del projecte al Haus des Lehrers, la CCC, uns mesos més tard, van crear Arcade, amb instal·lacions similars per la Biblioteca Nacional de França a París. Van triplicar la mida de la pantalla i li van afegir quatre intensitats de llum, creant una GameBoy descomunal, de 3370 metres, a una façana. En aquest projecte es podia jugar al Pong, Tetris, Breakout (clon de Arcanoid) i fins i tot al Pacman. A més, van reforçar la interacció dels usuaris amb ArcadePaint, on es podien projectar imatges i vídeos des de qualsevol PC connectat a internet. En aquest cas, es tractava d'una pantalla de 20 x 26 píxels, és a dir 520 píxels, cosa que suposava un avenç respecte a l'anterior projecte. Una de les novetats d'aquesta pantalla era que, en aquest cas, es podia regular la intensitat de la llum, aconseguint unes animacions molt més sofisticades.
Un projecte similar es va fer per a dues torres del City Hall a Toronto (anomenat Estereoscopi), ambdues instal·lacions oferien una resolució més alta i vuit tons de color gris.
Els estudiants d'Enginyeria elèctrica i Ciències de computació de la Universitat de Tecnologia i Economia de Budapest van transformar el seu Schönherz (Cor bonic) Dormitory, en un monitor gegant, (‘el Matrix’), a la competició anual de la Copa Schönherz, on equips competeixen uns contra altres per crear l'animació més interessant i divertida.
Un monitor similar (que ofereix tres colors) es crea anualment pels estudiants de la Universitat de Tecnologia de Wrocław.
El terme Blinkenlights té l'origen en l'humor hacker. Una de les instal·lacions de CCC és representada en el videoclip de la cançó ‘Rippin Kittin' de Golden Boy i Miss Kittin.

## Funcionament Pong
La idea de programar el joc de Pong va sorgir amb l'objectiu d'entretenir la gent. Per poder jugar-hi calia marcar el número de telèfon 0190-987654 (número que actualment està fora de servei). El sistema agafava la trucada i s'escoltava una veu que deia què s'havia de fer per jugar. El programa per defecte s'aturava i canviava pel fons del Pong: dues pales i una bola. Era tan senzill com prémer el número 5 per moure la pala cap amunt i el número 8 per moure-la cap avall. Normalment una de les pales era controlada pel sistema però si trucava una segona persona aquesta agafava el control de l'altra pala.